# Arthur S. Booth-Clibborn
Arthur S. Booth-Clibborn,född 1855 och död 1938, officer i Frälsningsarmén, sångförfattare.
Arthur Clibborn assisterade William Booths äldsta dotter Catherine i hennes pionjärarbete för FA i Frankrike. 1887 gifte de sig och fortsatte tillsammans leda arbetet i Frankrike, Schweiz och Nederländerna. Makarna lämnade Frälsningsarmén med sina tio barn år 1902, då Arthur anslöts till sekten Zion City under ledning av John Alexander Dowie. Sen lämnade han även denne församlingen.

## Sånger
- Det är för oss detta liv underbara